# Hampton, Pennsylvania
Hampton är en ort i Adams County i delstaten Pennsylvania, USA.